# Турения Хонората
Турения Хонората или Турания (на латински: Turrenia Honorata; Turrania; * 325 г.) е римлянка от 4 век.
Вероятно е дъщеря на Луций Тураний Хонорат и на Аврелия Йовина. Внучка по бащина линия е на Луций Тураний Венуст Грациан (претор около 300 г.). Правнучка е по бащина линия на Луций Тураний Грациан (240 – 291) и на Венуста. Вероятно е праправнучка по бащина линия на Луций Тураний Грациан Криспин Луцилиан (* 215).
Омъжва се преди 345 г. за Аниций Авхений Бас, който е praefectus urbi на Рим през 382 – 383 г. Тя става майка на Аниций Авхений Бас (консул 408 г.), който е баща на Аниций Авхений Бас (консул 431 г.) и на Тирания Аниция Юлиана (или Турания), която се омъжва през 365 г. за Квинт Клодий Херногениан Олибрий (консул 379 г.) и двамата имат дъщеря Аниция Фалтония Проба.